# Hans Schütz
Hans Schütz též Johann Schütz (14. února 1901 Hemmehübel – 24. ledna 1982 Mnichov) byl československý politik německé národnosti a meziválečný poslanec Národního shromáždění za Německou křesťansko sociální stranu lidovou (DCSVP), později za SdP, po válce politik bavorské CSU a ministr práce a sociální péče Bavorska.

## Biografie
V letech 1916–1918 byl truhlářským učněm, pak působil jako obchodní úředník v Mnichově. Od roku 1918 byl aktivní v křesťansko sociálních odborech a od roku 1921 byl předsedou Křesťanského odborového svazu textilních dělníků v Sudetech. Vydával (v letech 1925–1938) měsíčník Sudetendeutsche Arbeit. V období let 1924–1938 vedl Svaz sudetoněmeckých křesťanských odborů. Byl členem celostátního předsednictva Německé křesťansko sociální strany lidové v ČSR. Profesí byl předseda Svazu křesťanských odborových sdružení. Podle údajů z roku 1935 bydlel ve Svitavách..
V parlamentních volbách v roce 1935 se stal za křesťanské sociály poslancem Národního shromáždění za . V rámci DCSVP představoval aktivistické křídlo, nakloněné spolupráci s Československem. V tomto duchu vystupoval na sjezdu strany v září 1935. Po sloučení Německé křesťansko sociální strany lidové se Sudetoněmeckou stranou ale přešel v březnu 1938 do jejího poslaneckého klubu. Na podzim 1938 v souvislosti se změnami hranic Československa ztratil svůj mandát.
Roku 1939 se stal členem NSDAP. Po roce 1938 se ale stáhl z vysoké politiky. V letech 1938–1940 byl úředníkem pojišťovny v Teplicích. Podle jiného zdroje byl v letech 1939–1941 obchodním úředníkem v Mnichově. Za druhé světové války v období let 1941–1945 sloužil v řadách Wehrmachtu na východní frontě.
Po válce byl vysídlen do Německa. Roku 1946 spoluzakládal Union der Vertriebenen v rámci bavorské strany CSU a v letech 1946–1950 byl předsedou tohoto svazu sdružujícího vysídlené Němce. Spoluzakládal i Ackermannovo sdružení a do roku 1970 byl jeho celoněmeckým předsedou. V letech 1946–1951 a 1962–1968 zasedal v zemském předsednictvu CSU. Byl aktivní i v zastupitelských sborech. Po válce byl v letech 1948-1949 členem Hospodářské rady, která byla předchůdkyní parlamentního zastoupení rodícího se západoněmeckého státu. Následně byl dlouhodobě členem německého spolkovému sněmu, na kterém zasedal od prvních voleb v roce 1949 až do 5. února 1963. Zastupoval volební okres Dillingen. Byl sociálním odborníkem své strany a nadále si udržoval zájem o otázky německých vysídlenců. V letech 1953 až 1961 byl náměstkem předsedy zemské skupiny CSU a v letech 1963 až 1969 předsedou pracovní skupiny pro sociální otázky spolkové frakce CDU/CSU. V letech 1950–1963 zastupoval CDU-CSU v Radě Evropy, kde se roku 1950 stal místopředsedou výboru pro uprchlíky.
Jeho politická kariéra vyvrcholila počátkem 60. let 20. století. Roku 1963 ho bavorský předseda vlády Alfons Goppel povolal do svého kabinetu jako státního tajemníka Bavorského státního ministerstva práce a sociální péče. Roku 1964 se Schütz stal sám státním ministrem práce a sociální péče Bavorska. Ministerskou funkci zastával do roku 1966.
Byl čestným členem Německého katolického studentského spolku Ferdinandea v Heidelbergu (navazující na původní spolek založený pražskými Němci). a podobného spolku K.D.St.V. Nordgau Prag Stuttgart v organizaci Cartellverband der katholischen deutschen Studentenverbindungen.